# Стетоскоп
Стетоскоп (на гръцки: στηθοσκόπιο от στήθος – „гръд“ и σκοπώ – „гледам“) е медицински прибор, който се използва за преслушване на дишането, сърдечните тонове, чревната перисталтика и големите магистрални съдове. Процесът на преслушване със стетоскоп се нарича аускултация.

## История
Стетоскопът е изобретен през 1816 г. от френския лекар Рене Лаенек. В първоначалния си вид представлява акустичен прибор – куха дървена тръба, и е моноаурален (за едно ухо). През 1851 г. Артър Лиърд изобретява бинауралния (за две уши) стетоскоп. В наши дни се използват и електронни стетоскопи.
Преди да бъдат изобретени слушалките, лекарите преслушват пациентите си, долепвайки ухо до телата им с надеждата да чуят нещо. В такава ситуация д-р Рене Лаенек преглежда младо момиче и притеснен от директния контакт навива двайсетина листа хартия на руло, като в единия край на рулото поставя ухото си, а другия допира върху гърдите на девойката. Възхитен установява, че звуците не само се чуват, но са по-силни и ясни.

## Вижте още
- Фонендоскоп